# 威廉·瑟斯顿
威廉·瑟斯顿（英語：William Thurston，1946年10月30日—2012年8月21日），美国数学家，低维拓扑学研究的领袖人物之一。1982年，他因其在3维流形方面的杰出工作被授予菲尔兹奖。此外他还获得1976年的奥斯瓦尔德·维布伦几何奖。
瑟斯顿1972年获得加州大学伯克利分校的数学博士学位，早年致力于研究3维流形的叶状结构，在很短的时间内取得了一系列成果，使得这个新兴领域迅速走向成熟。70年代末他开始研究3维双曲流形的分类，提出了著名的几何化猜想：任何3维流形均容许一个几何分解，分解后的“零部件”拥有8种可能的几何结构之一。2003年，俄罗斯数学家佩雷尔曼利用理查德·哈密顿发展出的里奇流技术证明了几何化猜想，作为推论，得到了3维庞加莱猜想的证明，这被公认为是本世纪头10年中最伟大的数学成就。
1992-1997年，他担任美国国家数学科学研究所主任。